# 不可逆性問題
不可逆性問題（ふかぎゃくせいもんだい、英: irreversibility problem）とは、可逆な微視的現象から巨視的現象における不可逆性が生じるのは何故か、という物理学の特に統計力学における問題である。
分子や原子の運動のような微視的現象は例えばニュートンの運動方程式のような時間反転に対して対称な方程式で記述される。方程式には時間反転した解が必ず存在し、微視的現象において時間は特別な向きを持たない。
一方で、経験上よく知られているように巨視的現象は不可逆であり、時間反転に対して対称ではない。
原理的には、巨視的現象も（巨大な自由度を持った）微視的現象と捉えることができるが、その場合、可逆な方程式からどのように不可逆性が現れるかが問題となる。
不可逆性のパラドックスとして有名な例がいくつか存在する。例として、ヨハン・ロシュミットの可逆性のパラドックス（reversibility paradox）がある。ロシュミットは、ルートヴィヒ・ボルツマンが熱力学第二法則の導出として与えたH定理について、ある時間方向に対して（ボルツマンの定義する）エントロピーが増大する場合、エントロピーが減少する時間反転解も必ず存在することを指摘した。
もう1つのパラドックスの例として、エルンスト・ツェルメロの再帰性パラドックス（recurrence paradox）がある。ツェルメロはポアンカレの回帰定理により、力学系の微視的状態は、充分長い時間が経過することで、初期状態近傍に戻るため、力学系のエントロピーは減少し得る（増大則が成立しない）ことを指摘した。

## 巨視的不可逆性
例えば、コーヒーとミルクを混ぜることは簡単でもその逆に混ざったものを分離することは難しい。このように「ある方向へ進むことはあっても、その逆方向に進むことは無い」という現象のことを「不可逆な」現象という。
このような不可逆性は、物理学においては、主に熱力学第二法則という法則で説明される。これは「閉鎖系において、エントロピーという物理量は増えることはあっても、減ることはない」という法則である。例えばコーヒーとミルクが混ざることはあっても分離することはないのは、「分離した状態よりも混ざった状態の方がエントロピーが高いからである」と説明される。

## 微視的可逆性
分子や原子のふるまいは量子力学や電磁気学の法則によって記述できるが、これらの法則は基本的に可逆的なものである。つまり、「ある方向に進むのならば、その逆方向に進んでもおかしくは無い」のである。

## 不可逆性問題
分子や原子のふるまいが可逆的な法則によって支配されているのならば、単純に考えて分子や原子の集合体である巨視的な物質（たとえばコーヒーやミルク）のふるまいも可逆的であるはずである。にも拘らず、熱力学第二法則によれば、巨視的な物質のふるまいは不可逆なものである。このパラドックスが、不可逆性問題である。

## ボルツマンの解答とそれへの批判
ボルツマンは、分子的なふるまいから、エントロピーが増大することを示している（詳しくはH定理参照)。
ただし、H定理は「分子的混沌の仮定」を置いており、一般に証明されたものではない。